# Minerva AF
Minerva AF – samochód osobowy produkowany przez belgijską firmę Minerva.

## Dane techniczne

### Silnik
- Silnik: S6 5900 cm³[1]
- Moc maksymalna: 35 KM (26 kW)[1]

### Osiągi
- Prędkość maksymalna: 129km/h[1]